# Ред Ривър (филм, 1948)
Вижте пояснителната страница за други значения на Ред Ривър.
„Ред Ривър“ (на английски: Red River) е американски игрален филм - уестърн, излязъл по екраните през 1948 година, режисиран от Хауърд Хоукс с участието на Джон Уейн, Монтгомъри Клифт, Уолтър Бренан и Джоан Дрю в главните роли.

## Сюжет
Том Дънсън (Джон Уейн) загрубял и обсебен от работата си мъж, заедно с осиновеното от него момче Матю Гарт (Монгомъри Клифт), трябва да тръгне на дълъг преход през Тексас със своите стада. Умората и трудностите правят Том Дънсън напрегнат и жесток. той е изоставен насред пътя от сина си и останалите от групата, но се заклева да ги настигне и да си отмъсти.

## В ролите
| Актьор           | Роля               |
| ---------------- | ------------------ |
| Джон Уейн        | Томас „Том“ Дънсън |
| Монтгомъри Клифт | Матю „Мат“ Гарт    |
| Уолтър Бренан    | Нейдин Груут       |
| Джоан Дрю        | Тес Милей          |
| Колийн Грей      | Фен                |
| Хари Кели        | М-р Мелвил         |
| Джон Айрлънд     | Шери Валенс        |

## Награди и Номинации
Филмът е поставен от Американския филмов институт в някои категории както следва:
- АФИ 10-те топ 10 – #5 Уестърн

- През 1990 година, филмът е избран като културно наследство за опазване в Националния филмов регистър към Библиотеката на Конгреса на САЩ.